# Салска степ
Са̀лската степ (на руски: Сальская степь) е плоска равнина в южната част на Източноевропейската равнина, разположена в южните части на Ростовска област и северните части на Краснодарски край в Русия. На север се простира до долните течения на река Дон и левият ѝ приток Сал, на югоизток – до долината на река Егорлик (ляв приток на Западен Манич), на югозапад – до долината на река Ея (влива се в Азовско море) и на северозапад – до брега на Азовско море. От югоизток на северозапад се пресича от реките Западен Манич (ляв приток на Дон) и Кагалник (влива се в Азовско море). Почвите са предимно черноземни (приазовски черноземи). Значителна част от нея са обработваеми земи, на които се отглеждат главно зърнени култури. Гъсто населена. Главни градове Салск и Зерноград (Ростовска област).